# Kirsten Jüngling
Kirsten Jüngling (* 20. Juni 1949) ist eine deutsche Publizistin. Sie lebt und arbeitet in Köln.

## Leben
Nach abgeschlossener Banklehre in Frankfurt am Main studierte Kirsten Jüngling Betriebswirtschaft in Regensburg und arbeitete anschließend dort als Assistentin am Fachbereich Organisation und Datenverarbeitung und in der Unternehmensberatung. Sie schloss ein Studium der Volkswirtschaft in Heidelberg an, welches sie, nach ihrem Umzug nach Köln, an der Fernuniversität Hagen als Diplom-Ökonomin beendete. Parallel dazu war sie als Dozentin und Fachbuchautorin tätig. Auch war sie als Ausschussmitglied einer seinerzeit neuen Ausbildungsrichtung im Bereich der Wirtschaftsinformatik für die Industrie- und Handelskammer Köln aktiv. 1975 war ihr Sohn geboren worden, sie engagierte sich in den folgenden Jahren als Verantwortliche in einem privaten Kinderladen und später als Mitglied der Schulpflegschaft und der Stadtschulpflegschaft in Köln. 
Seit den 1990er Jahren schreibt Kirsten Jüngling Biografien, zunächst zusammen mit Brigitte Roßbeck. 
Später veröffentlichte Kirsten Jüngling als Alleinautorin im Propyläen Verlag, Berlin. So legte 2008 sie unter dem Titel Ich bin doch nicht nur schlecht die erste Biografie der Nelly Mann, Ehefrau Heinrich Manns, vor. Ihre Recherchen dazu im Sommer 2006 in den Beständen der Feuchtwanger Memorial Library, University of Southern California Los Angeles, wurden durch ein Villa Aurora Reisestipendium gefördert. 
2013 erschien unter dem Titel Die Farben sind meine Noten die erste Biografie Emil Noldes. Kirsten Jüngling machte mit diesem Buch einem breiten Publikum die Verstrickung Noldes in den Nationalsozialismus bewusst - mit weitreichenden Folgen. Das gelang ihr, obwohl die damalige Direktion der Stiftung Ada und Emil Nolde ihr Recherchen im Archiv untersagt hatte. 
„Das Bild wird immer differenzierter und neue Facetten verändern auch die Sicht auf Emil Nolde und die eigene Stiftungsgeschichte. Diese beleuchtet Kirsten Jüngling in ihrer Anfang 2013 erschienenen Nolde-Biografie kritisch. Der Zugang zum Seebüller-Archiv war ihr verwehrt worden. Die Materiallage in anderen Archiven eröffnete dennoch ein aufschlussreiches Bild: 'Es ging darum, Emil Nolde als Opfer nationalsozialistischer Verfolgung darzustellen. Man vertraute seiner Überzeugungskraft als Maler offensichtlich nicht. Man, das war die Stiftung Seebüll Ada und Emil Nolde, die gleich nach dessen Tod alles daransetzte, die Deutungshoheit über Nolde zu erlangen.“
Das Buch wurde 2014 vom Städel Museum in Frankfurt am Main parallel zur Emil Nolde Retrospektive zum Buch des Monats erklärt. Im gleichen Jahr kam es zu einer neuen Sichtung des Werkes von Siegfried Lenz: Die Deutschstunde.
2019 veröffentlichte Kirsten Jüngling ihre Beethoven-Biografie unter dem Titel Der Mensch hinter dem Mythos, deren Fokus bewusst nicht auf der Musikologie, sondern auf dem Menschen Beethoven in seiner Zeit liegt.
Kirsten Jüngling ist Vorstandsmitglied im Verein „Freunde der Stiftung Ada und Emil Nolde in Seebüll“ und im PEN Berlin.

## Werke
zusammen mit Brigitte Roßbeck:
- Elly Heuss-Knapp. Die erste First Lady. Verlag Eugen Salzer, Heilbronn 1994 (ISBN 3793603288)
- Elizabeth von Arnim. Insel Verlag, Frankfurt am Main 1996 (ISBN 3-458-33540-4)
- Frieda von Richthofen. Ullstein Verlag, Berlin 1998 (ISBN 3-548-30416-8)
- Franz und Maria Marc. Die Biografie des Künstlerpaares. Verlag Artemis & Winkler, Düsseldorf 2000 (ISBN 978-3-549-07269-1)
- Katia Mann. Die Frau des Zauberers. Propyläen Verlag Berlin 2003 (ISBN 3-549-07191-4). Dieses Buch war im Erscheinungsjahr auf der Liste Spiegel Bestseller Sachbuch (Buchreport 2003).
- Schillers Doppelliebe. Die Lengefeld-Schwestern Caroline und Charlotte. Propyläen Verlag Berlin 2005 (ISBN 3-549-07207-4)

als Alleinautorin:
- Ich bin doch nicht nur schlecht, Berlin 2008 (ISBN 978-3-549-07269-1)
- Die Farben sind meine Noten, Berlin 2013 (ISBN 978-3-549-07404-6)
- Der Mensch hinter dem Mythos, Berlin 2019 (ISBN 978-3-549-07484-8)

Beiträge zu Publikationen über Emil Nolde (Auswahl): 
- Christian Ring (Hrsg.), München 2019: Emil Nolde in seiner Zeit im Nationalsozialismus. Tagungsband zum Symposium veranstaltet von der Stiftung Seebüll Ada und Emil Nolde in Kooperation mit der 'Frankfurter Allgemeinen Zeitung' (ISBN 978-3-7913-5922-9): Emil Nolde. Das ganze Bild, S. 22ff
- Astrid Becker und Christian Ring (Hrsg.), München 2019: Ada Nolde "Meine vielgeliebte" Muse und Managerin Emil Noldes (ISBN 978-3-943616-69-9): Ada Nolde biografisch: "die Befähigste", S. 214ff

Weitere Beiträge:
- April, May und June. Elizabeth von Arnim. Insel Verlag Frankfurt am Main
- Annemarie Stoltenberg (Hrsg.): Auf den Spuren der Elizabeth von Arnim auf Rügen. Ullstein Verlag, Berlin 1997